# NGC 7515
NGC 7515 في الفهرس العام الجديد، هي مجرة، تقع في كوكبة الفرس الأعظم. اكتشفت في 19 أكتوبر 1784 بواسطة ويليام هيرشل.

## روابط خارجية
- NGC 7515 على موقع ويكي سكاي: DSS2, SDSS, GALEX, IRAS, Hydrogen α, X-Ray, Astrophoto, Sky Map, Articles and images